# گروسوشتایم
گروسوشتایم (به آلمانی: Großostheim) یک منطقهٔ مسکونی در آلمان است که در آشافنبورگ واقع شده‌است. گروسوشتایم ۱۶٬۴۱۲ نفر جمعیت دارد.

## خواهرخوانده
شهرهای Archaia Olympia، Carbon-Blanc، Saulxures-sur-Moselotte و اموآر خواهرخوانده‌های گروسوشتایم هستند.